# Шоссе 65 (Израиль)
Шоссе 65 (ивр. כביש 65‎ , англ. Highway 65) — израильское шоссе, одно из основных шоссе на севере Израиля. Оно соединяет прибрежные равнины с Галилеей. Это шоссе является самым коротким и простым способом соединения этих двух основных регионов Израиля.

## История
Исторически люди путешествовали по этой территории приблизительно по этому маршруту в течение тысяч лет, от прибрежной равнины достигая Галилеи, а за ней двигаясь в сторону Голан, Сирии, Ливана и Иордании (см. также Via Maris). В 1949 году по соглашению о перемирии с Иорданией, Израиль получил часть этой дороги, называемую «Вади Ара».

## Современное положение
Дорога проходит вдоль многих арабских деревень и городов, а также через несколько еврейских поселений в районе Нахаль-Ирон. В октябре 2000 года, после начала второй интифады, шоссе было несколько раз заблокировано толпами арабов. После этого, по соображениям безопасности, было улучшено шоссе 70, проходящее параллельно к северу от шоссе 65.
Шоссе часто загружено по причине выгодного расположения, и через его перекрёстки проходит до 25 000 автомобилей в сутки. При этом закругления шоссе круты и это является причиной многочисленных дорожно-транспортных происшествий.

## Перекрёсткииразвязки
| Километр | Название                                           | Тип | Расположение       | Пересечение дорог |
| -------- | -------------------------------------------------- | --- | ------------------ | ----------------- |
| 0        | ивр. מחלף קיסריה‎ (Развязка Кейсария)               |     | Хадера             | Шоссе 2           |
| 1.5      | ивр. צומת נחל חדרה‎ (Перекрёсток Нахаль Хадера)     |     | Хадера             | Шоссе 4           |
| 4        | ивр. צומת חדרה מזרח‎ (Перекрёсток Хадера Мизрах)    |     | Ган Шмуэль         | Местная дорога    |
| 5.5      | ивр. צומת גרנות‎ (Перекрёсток Гранот)               |     | Ган Шмуэль         | Местная дорога    |
| 6        | ивр. צומת אלון‎ (Перекрёсток Алон)                  |     | Тальмей-Элазар     | Шоссе 650         |
| 9        | ивр. צומת חנה‎ (Перекрёсток Хана)                   |     | Пардес Хана-Каркур | Шоссе 652         |
| 10       | ивр. צומת כרכור‎ (Перекрёсток Каркур)               |     | Пардес Хана-Каркур | Автодорога 6502   |
| 14       | ивр. צומת משמר הגבול‎ (Перекрёсток Мишмар ха-Гвуль) |     | Баркай             | Шоссе 574         |
| 15       | ивр. מחלף עירון‎ (Развязка Ирон)                    |     | Баркай             | Шоссе 6           |
| 19       | ивр. צומת ללא שם‎ (Перекрёсток без имени)           |     | Кфар-Кара          | Местная дорога    |
| 20       | ивр. צומת ללא שם‎ (Перекрёсток без имени)           |     | Кфар-Кара          | Автодорога 6513   |
| 21       | ивр. צומת ללא שם‎ (Перекрёсток без имени)           |     | Ара                | Местная дорога    |
| 21.5     | ивр. צומת ללא שם‎ (Перекрёсток без имени)           |     | Арара              | Автодорога 6524   |
| 24.5     | ивр. צומת מי עמי‎ (Перекрёсток Ми Ами)              |     | Умм эль-Фахм       | Автодорога 6535   |
| 28.5     | ивр. צומת אום אל-פחם‎ (Перекрёсток Умм эль-Фахм)    |     | Умм эль-Фахм       | Местная дорога    |
| 30       | ивр. צומת ללא שם‎ (Перекрёсток без имени)           |     | Маале Ирон         | Местная дорога    |
| 31       | ивр. צומת ללא שם‎ (Перекрёсток без имени)           |     | Маале Ирон         | Местная дорога    |
| 32       | ивр. צומת ללא שם‎ (Перекрёсток без имени)           |     | Маале Ирон         | Местная дорога    |
| 35       | ивр. צומת מגידו‎ (Перекрёсток Мегиддо)              |     | Мегиддо            | Шоссе 66          |